# Lian Po
Lian Po (xinès tradicional: 廉頗, xinès simplificat: 廉頗, pinyin: Lían Pō) va ser un prominent general de l'estat de Zhao durant el període dels Regnes Combatents de la història xinesa. Bai Qi, Wang Jian, Li Mu i ell eren comunament coneguts com els Quatre grans generals dels Regnes Combatents.
En els primers anys de Lian Po, ell va aconseguir victòries en les guerres contra Qi i Wei. Lin Xiangru, un ministre de Zhao, era avorrit per Lian Po, a causa del seu ràpid ascens al poder i la seva genialitat. Però Lin Xiangru, en diversos casos famosos, va prendre grans mesures per evitar a Lian Po; en un cas fins i tot es va apartar del carruatge Lian Po, en comptes de bloquejar la ruta del general. Finalment, tot això va començar a causar vergonya i xafogor a Lian Po, i un dia va portar esbarzers punxosos als muscles, sense roba i li va demanar a Lin Xiangru que ho perdonés. Posteriorment, s'avindrien com a bons germans.
Durant la batalla de Changping, ell va esdevenir el comandant de Zhao. Decidint no posar en risc el seu exèrcit participant en una batalla oberta contra Qin, sota el seu brillant general Bai Qi, Lian Po en lloc d'això construí una sèrie de forts al llarg de l'àrea de Changping, detenint amb èxit la invasió de Qin. Això no obstant, el Rei de Zhao, Xiaocheng (趙孝成王), sota la persuasió de molts cortesans (la majoria dels quals van ser subornats en gran manera pels espies de Qin) es va mostrar insatisfet amb l'estratègia de Lian Po, i va decidir reemplaçar-lo per Zhao Kuo (趙括). Sent el fill d'un altre famós general de Zhao, Zhao She, Zhao Kuo descartà la cautelosa estratègia defensiva de Lian Po i va atacar amb tota la força militar. A conseqüència d'això, va ser derrotat, i Zhao mai va tornar a destacar.
Després de la batalla de Changping, Lian Po es va convertir de nou en el comandant de l'exèrcit Zhao per aturar la invasió de Yan. Ell derrotà l'exèrcit de Yan, però en els seus últims anys, el Rei de Zhao desconfiava d'ell. Per tant, va decidir escapar a Wei, i llavors a Chu.
Ell va transir a Shouchun, la capital de l'estat de Chu, vivint prou per veure la desaparició gradual del país que una vegada va servir.